# Angel Heart (manga)
Pour les articles homonymes, voir Angel Heart.
Angel Heart (エンジェル・ハート, enjeru hâto) est un seinen manga écrit et dessiné par Tsukasa Hōjō, paru du 9 octobre 2001 au 9 septembre 2010 au Japon dans le magazine Weekly Comic Bunch et compilé en 33 tomes. À la suite de l'arrêt de publication du magazine, la série a repris dans le magazine Monthly Comic Zenon entre octobre 2010 et mai 2017 sous le titre Angel Heart Saison 2, et a été compilée en 16 tomes.
En France, les 33 premiers volumes sont traduits et publiés de 2004 à 2011 par Panini Comics (dans la collection Génération Comics jusqu'en juin 2006 puis dans la collection Panini Manga). Les 16 volumes suivants, titrés Angel Heart : 2nd Season, sont publiés de 2013 à 2018 dans la collection Panini Manga. À partir de 2015, les 33 premiers volumes sont réédités dans cette collection sous le titre Angel Heart : 1st Season.
Une adaptation en anime a été diffusée du 3 octobre 2005 au 25 septembre 2006 sur NTV au Japon. En France, la série a été diffusée à partir du 2 octobre 2010 sur Mangas.
Il est aussi adapté en drama diffusé depuis octobre 2015 sur NTV.

## Synopsis
Angel Heart repose sur l'univers de City Hunter tout en développant une histoire alternative parallèle. Il ne faut ainsi donc pas voir dans Angel Heart une véritable suite de City Hunter.
Plusieurs années après la fin de City Hunter, une jeune tueuse à gages de 14 ans dont le nom de code est Glass Heart tente de mettre fin à ses jours en se jetant du haut d'un immeuble, ne supportant plus de semer la mort et le malheur. Elle échoue dans sa tentative, mais se retrouve empalée, le cœur transpercé. Parallèlement, Kaori, qui est sur le point de se marier avec Ryô Saeba, meurt en tentant de sauver un enfant sur le point de se faire renverser par un camion. Son cœur est intact, il est volé par l'organisation qui a engagé Glass Heart et greffé à cette dernière. Bizarrement, le cœur semble accompagné des souvenirs de son ancienne propriétaire, en particulier ses sentiments très forts vis-à-vis de Ryô Saeba.
Glass Heart va donc essayer de retrouver celui qui occupe ses pensées et d'avoir une vie comme toutes les filles de son âge…
Angel Heart permet au mangaka de renouer avec l'atmosphère sombre des premiers volumes de City Hunter. Le ton du manga Angel Heart est nettement moins enjoué que ce qu'a pu laisser City Hunter dans l'esprit de ses lecteurs environ 15 ans auparavant.

## Personnages

### Personnages principaux
Ryô Saeba

Kaori Makimura

Umibôzu

Saeko Nogami

Li Jien Chan / « M. Li »
Li Jien Chan est le leader de la Zheng Dao Hui, une puissance organisation japonaise divisée en unités dans lesquelles ont travaillé Xiang Ying, Xin Hong ou encore Bai Lan. On apprend qu'il est le père de Xiang Ying. Il a un frère jumeau Li Chien Dâ qui décèdera. Il connaît très bien Ryô Saeba pour lequel il a un grand respect. C'est lui entre autres qui demandera à ce dernier de s'occuper de sa fille.
- Xin Hong

Ancien membre de l'unité Qing Long, il éprouve des sentiments pour Glass Heart alias Xiang Ying depuis l'époque de leur entrainement militaire. Il tua le frère du père biologique de Xiang Ying et trahit l'organisation dirigée à la fois par le père et l'oncle de Xiang Ying. Cependant, le père de Xiang Ying l'épargna, comprenant qu'il avait agi pour protéger sa fille. Par la suite, Xin Hong apprend que M.Li n'est autre que le père de la personne qu'il aime le plus au monde. C'est lui qui va donner à Xiang Ying son prénom après que Ryô lui conseille de le faire (en réalité ce prénom est celui qu'elle a eu à la naissance par son père biologique Li Jien Chan). Xin-Hong travaille dans le café de Umibôzu et souhaite secrètement être adopté par celui-ci. Il sauvera une ancienne collègue du nom de Bai Lan de la Zheng Dao Hui dans l'unité Byakko qui sont censés gagner la confiance de ses clients pour ensuite les tuer. Cependant, elle trahit l'organisation. Xin-Hong sait que la trahison signifie la mort et décide donc de l'aider et y parviendra avec l'aide de Xiang Ying et Ryô Saeba. On sait qu'il est amoureux de Xiang Ying et qu'il est prêt à lui donner sa vie. Il se sacrifiera plus tard au profit d'un policier alors que, selon une voyante, ce dernier devait décéder et que c'était son destin. Heureusement ni l'un ni l'autre ne mourront.
- Xiang Ying / Glass Heart

Recueillie enfant par une organisation mafieuse taïwanaise, elle va subir un entraînement militaire très dur visant à transformer de jeunes orphelins en machines à tuer. Dernière survivante d'une épreuve finale qui l'oblige à tuer son meilleur ami (Xin Hong), elle devient une tueuse professionnelle pour le compte de la section Suzaku (le phœnix) de l'organisation. Mais le fait de tuer sans cesse lui est insupportable et elle a le sentiment que son cœur se brise à chaque nouveau meurtre. Glass Heart, c'est ainsi qu'elle est surnommée, va alors tenter de se suicider en se jetant du haut d'un building et se transpercera le cœur. Mais l'organisation qui ne souhaite pas perdre un de ses meilleurs éléments décide de lui transplanter un nouveau cœur. Mais il ne s'agit pas de n'importe lequel puisque c'est celui de Kaori Makimura, la partenaire et bien-aimée de Ryô Saeba alias City Hunter, décédée dans un accident de la route pour avoir sauvé un enfant. Après un coma d'un an, Glass Heart va finalement se réveiller avec les souvenirs de Kaori et le désir de rencontrer Ryô. Elle va se rendre à Shinjuku où elle deviendra, après une série d'événements, la fille adoptive de Ryô. Celui-ci lui donnera un véritable nom : Xiang Ying (ou Shan'in en version japonaise). On apprend également que son père biologique est en réalité M. Li.

### Personnages secondaires
| Nom                          | Origine | Genre | Cheveux | Yeux    | Activité(s)                                                          | Entourage                             |
| ---------------------------- | ------- | ----- | ------- | ------- | -------------------------------------------------------------------- | ------------------------------------- |
| Mikki                        | Japon   | femme | bruns   | noirs   |                                                                      | Xin Hong - Umibôzu                    |
| Hideo Mochiyama              | Japon   | homme | noirs   | noirs   | Yakuza                                                               |                                       |
| Doc                          | Japon   | homme | gris    | noirs   | médecin                                                              | Ryô Saeba - Xiang Ying - Tomoko       |
| Chin Le Grand Chambellan     | Chine   | homme | blancs  | noirs   | propriétaire du Genbumon - Bras droit de M. Li - Leader de la Xuanwe | Xiang Ying - Ryô Saeba - Li Jien Chan |
| Yang Fang-Yu / Black Panther | Japon   | femme | noirs   | noirs   |                                                                      | Ryô Saeba                             |
| Li Chien Dâ                  | Taïwan  | homme | gris    | noirs   | leader de la Zheng Dao Hui                                           | Xiang Ying - Ryô Saeba - Li Jien Chan |
| Bai Lan                      | Chine   | femme | bruns   | marrons |                                                                      | Xin Hong                              |

Mikki
Voix japonaise : Yoko Asagami
Mikki est une jeune fille des rues, qui apporte le bonheur aux gens qu’elle croise. Elle est adoptée par Umibôzu et vit avec Liu Xin Hong. Elle a rencontré Umibôzu et le commissaire Saeko Nogami lorsqu’ils étaient au plus bas de leur forme. De fil en aiguille, il découvre qu’elle vivait dans la rue avec sa mère. Celle-ci décède et laisse Mikki seule, mais pas pour longtemps. Elle est en maternelle et elle est fière qu'Umibôzu soit son père malgré sa taille immense qui impressionne tout le monde. Par la suite, on apprend que son père (qu'elle ne connaît pas) était le roi d'un autre État. Elle se liera d'amitié avec une des nombreuses maîtresses de son père, une célèbre actrice du nom de Joy Law.
Elle apparaît pour la dernière fois dans l'épisode 50.
Hideo Mochiyama
Voix japonaise : Naoki Tatsuta
Hideo Mochiyama est un yakuza. On le retrouve sous les ordres de Li Chien Dâ lorsque celui-ci est attaqué et abattu. Mochiyama est celui qui montre à Saeba le visage de Glass Heart qui se rend compte qu’il s’agit de la fille avec le cœur de Kaori. Mochiyama en a une peur bleue. Il deviendra plus sage en voyant Xiang Ying et Xin Hong à diverses reprises.
« Doc »
Voix japonaise : Bin Shimada
Le Doc est un homme d'un certain âge dont on ignore le vrai nom.
Ryô dit de lui qu'il peut accéder à n'importe quel réseau d'informations, tandis que Kaori prétend qu'il est le professeur de Ryô en matière de gaudriole, étant très obsédé lui aussi. Il a également un laboratoire très bien équipé, et un arsenal assez impressionnant. C'est l'une des rares personnes envers qui Ryô se montre très poli, ce qui étonne d'ailleurs Kaori. On ignore cependant durant longtemps quel est le lien entre eux.
Dans le passé, il a été docteur au sein d'un mouvement de guérilla, quelque part en Amérique du Sud. C'est là qu'il a rencontré Ryô, et qu'il l'a aidé à vaincre les effets secondaires de la poussière d'ange.
Dans Angel Heart, Doc (surnom donné par Ryô) s'occupe dans la clinique Hanazono avec son assistante Tomoko entre autres de Xiang Ying lorsque celle-ci se fait greffer le cœur de Kaori. Il effectue des examens pour que Xiang Ying puisse vivre le plus longtemps possible. Il s'est occupé de Ryô à de nombreuses reprises. Il apprend que l'histocompatibilité de cœur de Kaori avec Xiang Ying est parfaite, ce qui fait que cette dernière n'a plus à prendre d'immunodépresseurs et va pouvoir vivre longtemps.
Le Grand Chambellan Chin
Voix japonaise : Kōji Yada
Le Grand Chambellan est un personnage important. En effet, il est le bras droit de Li Jien Chan, leader de la Zen Dao Hui. Ce dernier possède sa propre unité d’assaut portant le nom de Xuanwe dont Chin est le leader. Il devra protéger dans l’ombre Xiang Ying à la demande de son père M. Li. Il vénère cette fille. C’est lui qui montrera au Doc que le cœur de Kaori est compatible avec Xiang Ying en lui apportant les dossiers. Il fera travailler Xin Hong et Xiang Ying dans son restaurant. Avec l’aide de M. Li, un équipement médical de pointe est installé pour permettre à Xiang Ying d’être prise en charge si le Doc constatait la moindre anomalie ainsi que la présence d’un docteur de grande envergure.
Yang Fang-Yu / Black Panther
Voix japonaise : Megumi Ogata
Yang Fang-Yu est une mercenaire qui a connu Ryô sur les champs de bataille. C'est grâce à lui qu'elle a survécu lors d'une bataille au cours de laquelle elle a perdu son œil gauche. Elle n'a pas voulu être secourue par peur de ne pas pouvoir se marier à cause de la perte d'un œil, cependant Ryô Saeba lui dit qu'elle devrait quitter un homme qui ne peut accepter une femme borgne, et lui dit qu'elle est belle. Elle a connu Kaori avec laquelle il y a eu une certaine amitié. On apprend qu'elle a eu des sentiments pour Ryô. Ce dernier semble la respecter voire en avoir peur. Yang Fang-Yu a recueilli divers orphelins de guerre de divers pays. Elle décide avec l'aide entre autres de Ryô et Xiang Ying de combattre un virus mortel créé par une organisation. Divers chercheurs seront enlevés par entre autres un homme dont elle est tombée amoureuse et qu'elle a cru mort. Cependant découvrant le pot-aux-roses, elle récupérera les chercheurs, en plus du cargo disposant du matériel nécessaire, qui voudront de leur gré l'aider et qui trouveront un vaccin.
Li Chien Dâ
Voix japonaise : Kintaro Arimoto, Kenji Nojima (jeune)
Li Chien Dâ est le frère jumeau de Li Jien Chan. Il s'occupait de la Zheng Dao Hui quand son frère s'occupait de sa famille ou de Xiang Ying (dont il est l'oncle) lorsque cela était nécessaire. Il a toujours été le protecteur de son frère. Cependant il décédera plus tard.
Bai Lan
Bai Lan a fait partie de la Byakko, unité de la Zen Dao Hui. Auparavant, elle a travaillé avec Xin Hong dans la Qing Long duquel elle a été amoureuse. Après avoir dû changer d'unité, elle en a eu marre de devoir tuer des gens et tenta de se suicider en se poignardant. Mais un homme, M. Hayakawa la recueillit car elle lui rappelait sa fille Nao décédée avec sa femme dans un accident de voiture. Bai Lan devait en fait le tuer en gagnant sa confiance. Cependant elle le considéra comme son père au fil du temps et refusa de le tuer c'est pourquoi Xin Hong l'aida pour pouvoir survivre bien que l'organisation ne permette pas la trahison. Elle apprendra malheureusement que M. Hayakawa, atteint, d'une leucémie allait mourir de toute façon. Ce dernier qui la considérait comme sa fille lui donna une bague initialement prévue pour sa fille Nao non sans avoir su qu'elle devait l'éliminer car il avait fait tuer des gens de la Byakko. Il mourut quelques minutes plus tard en se suicidant après avoir serré dans ses bras Bai Lan, au lieu de périr brûlé dans la villa où elle était censée le tuer. Bai Lan, quant à elle, s'en sortit grâce à l'aide de Xin Hong, Xiang Ying et Ryô et quitta par la suite l'organisation.

## Manga
La publication du Weekly Comic Bunch, magazine dans lequel le manga était prépublié, a été définitivement arrêtée faute de tirage élevé. En effet, celui-ci était tiré a plus de 700 000 exemplaires à ses débuts pour finir avec 140 000 exemplaires. Cependant, une suite d’Angel Heart, intitulée Angel Heart Saison 2, est prépubliée dans le magazine Monthly Comic Zenon.

### Fiche technique
Saison 1
- Édition japonaise : Coamix
  - Nombre de volumes sortis : 33
  - Date de première publication : 9 octobre 2001
  - Prépublication : Weekly Comic Bunch
- Édition française : Panini Comics, collection Génération Comics jusqu'au volume 14 puis collection Panini Manga (avec une réédition de tous les volumes dans cette collection à compter de 2015)
  - Nombre de volumes sortis : 33
  - Date de première publication : 22 avril 2004
  - Format : 115 mm x 180 mm
  - Nombre de pages : entre 200 et 228 par volume
- Autres éditions :
  -   Raijin Comics (Defunct)
  -  Jade Dynasty
  -  Haksan Publishing
  -  Planet Manga, Panini Comics

Saison 2
- Édition japonaise : Tokuma Shoten
  - Nombre de volumes sortis : 16
  - Date de première publication : mars 2011
  - Prépublication : Monthly Comic Zenon
- Édition française : Panini Comics, collection Panini Manga
  - Nombre de volumes sortis : 16
  - Date de première publication : avril 2013
  - Format : 115 mm x 180 mm
  - Nombre de pages : entre 200 et 228 par volume

### Différences par rapport àCity Hunter
Angel Heart n'étant pas, stricto sensu, la suite de City Hunter, l'auteur y a modifié certains éléments du passé de ses personnages :
| City Hunter | Angel Heart |
| Kaori Makimura | Kaori Makimura |
| --- | --- |
| Elle est née le 31 mars 1965. À l'âge de 16 ans, elle est lycéenne. | Elle décède le 12 mai 2000, à l'âge de 28 ans, ce qui ramène son année de naissance à 1972. À 16 ans, elle étudie en école d'infirmière et travaille à la clinique Hanazono, petit établissement de quartier tenu par le Doc. |
| La première rencontre de Ryô et Kaori | |
| Kaori, âgée de 16 ans, pense que son frère Hideyuki, policier démissionnaire, est devenu un tueur à gages. Pour en avoir le cœur net, elle l'espionne et finit par rencontrer son complice : Ryô. | Kaori trouve Ryô, gravement blessé par balles, dans une ruelle. Elle le conduit à la clinique du Doc, où elle le soigne avec une douce bienveillance qui touche profondément cet homme farouche et plongé depuis toujours dans un univers de violence. |
| Le nom de Ryô Saeba | |
| Lorsqu'il est recueilli par la guérilla, le tout jeune Ryô ne se souvient que de son prénom. Le nom de Saeba lui est donné par son père adoptif, Shin Kaïbara. | Ryô Saeba n'est que l'un des alias mentionnés sur les faux papiers de l'inconnu recueilli par Kaori. C'est elle qui lui attribue cette identité, ce nom lui ayant fait meilleure impression que les autres. |
| L'origine du City Hunter | |
| C'est en premier lieu le nom de code du duo formé par Ryô et Mick Angel aux États-Unis. Plus tard, au Japon, Ryô recycle cette appellation pour désigner l'équipe de nettoyeurs-justiciers qu'il forme avec Makimura. | Hideyuki Makimura, policier toujours en exercice, est le premier à endosser le rôle de City Hunter, un justicier de l'ombre éliminant les criminels qui parviennent à échapper au système judiciaire. Ryô, lui, est un tueur à gages dont la mission est de le supprimer. Secrètement épris de Kaori, il renonce à exécuter le contrat, et s'impose sans difficulté comme le nouveau partenaire d'Hideyuki qui, malgré une intelligence et un flair indéniables, n'est en définitive qu'un piètre homme d'action. |
| Saeko Nogami | |
| Du temps où ils étaient partenaires, Ryô et Hideyuki étaient aussi rivaux en amour, se disputant amicalement le cœur de Saeko. Elle même était attirée par les deux hommes, mais ne parvint pas à les départager. La mort de Makimura mit fin à ce triangle amoureux, sans que la moindre aventure ne soit advenue entre les protagonistes.                                                        | Au moment de sa mort, Hideyuki était l'amant de Saeko et, malgré leur relation tumultueuse, envisageait très sérieusement de la demander en mariage. |
| La mort d'Hideyuki Makimura | |
| Makimura décède le 31 mars 1985, battu à mort par un colosse sous PCP, sur ordre du cartel Union Teope. | Makimura meurt à l'automne 1992, assassiné par un adolescent psychopathe obsédé par Saeko. |
| Hayato Ijuin, dit "Falcon", dit "Umibozu" | |
| Une dizaine d'années avant City Hunter, Ryô Saeba et Umibozu sont impliqués dans la guérilla déchirant "un petit pays d'Amérique Centrale", dans des factions opposées. Drogué à son insu par son père adoptif, Ryô décime l'unité d'Umibozu et le blesse grièvement aux yeux. Cette blessure lui fera perdre progressivement la vue, jusqu'à le rendre complètement aveugle des années plus tard. | Une vingtaine d'années avant Angel Heart, Ryô et Umibozu sont mercenaires, compagnons d'armes lors de la guerre civile du Pays K, en Asie. Lorsque l'unité de Ryô se retrouve encerclée, Umibozu se porte seul à son secours, au mépris des ordres de ses chefs. Il perd la vue dans les combats qui s'ensuivent. |
| La sœur de Kaori | |
| Les 2 sœurs se rencontrent mais ne se ressemblent pas vraiment tant sur le plan physique que sur le plan affectif. | La sœur de Kaori, débarquant de New York, souhaite voir cette dernière qui est, hélas, déjà morte. La ressemblance physique est criante. |

## Anime

### Fiche technique
- Réalisation : Toshiki Hirano
- Character design : Takashi Saijo
- Créateur original : Tsukasa Hōjō
- Studio d'animation : Yomiuri Advertising
- Nombre d'épisodes : 50
- Licencié en France par : AB Distribution
- Date de première diffusion :
  -  Japon : 3 octobre 2005 sur NTV
  -  France : 2 octobre 2010 sur Mangas
- Version française réalisée par :
  - Société de doublage : VF Productions[22]
  - Direction artistique : Monika Lawinska et Yann Le Madic[22]
  - Adaptation des dialogues : Rachel DANGLARD - Denis SEVERI

### Épisodes
Attention : Les titres présentés proviennent de la première diffusion française sur Mangas et sont par conséquent la référence pour la traduction officielle jusqu'à la sortie des premiers coffrets DVD de l'éditeur licencié AB Distribution. 
1. Glass Heart
2. Kaori est de retour
3. Le Quartier de « XYZ »
4. Un cœur à la dérive
5. Adieu Kaori
6. Retrouvailles
7. Mon quartier préféré
8. De vrais camarades
9. Xiang-Ying, le nom perdu
10. Le sourire d'un ange
11. Un moment entre un père et sa fille
12. Rencontre et séparation sur un bateau
13. Un cadeau de monsieur Li
14. Le Retour de City Hunter
15. Retrouvez mon papa !
16. Être un bon City Hunter
17. Rencontre en rêve
18. Le lien avec papa et maman
19. Le restaurant du vieux Chen
20. Prélude au destin
21. Un triste ange gardien
22. Un bonheur injuste
23. La mélodie du départ
24. Au fil du cœur
25. Un client qui veut mourir
26. Remonter le temps
27. Moi, je suis amoureuse
28. La Promesse
29. Ma petite sœur s'appelle Kaori
30. Ce quartier est tout pour moi
31. Le Miracle de la dernière nuit
32. La Fille de l'organisation
33. Un don de Dieu
34. Plus déterminés que jamais
35. Vers l'avenir
36. La Fille porte-bonheur
37. Un cœur pur
38. Sois mes yeux
39. La cliente est une actrice célèbre
40. Le Secret de Miki
41. Ma place sur cette Terre
42. Notre signe secret
43. Mon quotidien
44. Pour nos enfants
45. L’Ogive nucléaire humaine
46. Le cœur d’une mère
47. Un avenir radieux ?
48. Un destin déchiré
49. Prends ma vie
50. Le Dernier Cadeau

### Doublage
| Personnages              | Voix japonaises  | Voix françaises   |
| ------------------------ | ---------------- | ----------------- |
| Ryô Saeba                | Akira Kamiya     | Vincent Ropion    |
| Xiang Ying / Glass Heart | Mao Kawasaki     | Monika Lawinska   |
| Umibôzu                  | Tessho Genda     | Benoît Allemane   |
| Saeko Nogami             | Youko Asagami    | Ivana Coppola     |
| Kaori Makimura           | Kazue Ikura      | Laurence Bréheret |
| Fang-Hui Yang            | Megumi Ogata     | Céline Duhamel    |
| Li Jien Chan / M. Li     | Kinryu Arimoto   | Vincent Ribeiro   |
| Hideo Mochiyama          | Naoki Tatsuta    | Luc Boulad        |
| Doc                      | Bin Shimada      | Marc Bretonnière  |
| Xin-Hong Liu             | Chihiro Suzuki   | Yann Le Madic     |
| Reiko Kawamoto           | Kotono Mitsuishi | Natacha Muller    |
| Mikki                    | Mami Koyama      | Blanche Ravalec   |
| Grand Chambellain Chin   | Kōji Yada        | Luc Boulad        |

## Produits dérivés

### DVD
DVD japonais
- La série est sortie en 4 volumes (BOX) au Japon :

1. Le coffret DVD premium BOX Vol.01 est sorti le 23 avril 2006 ;
2. Le coffret DVD premium BOX Vol.02 est sorti le 27 septembre 2006 ;
3. Le coffret DVD premium BOX Vol.03 est sorti le 20 décembre 2006 ;
4. Le coffret DVD premium BOX Vol.04 est sorti le 28 février 2007.

DVD français
- En France, AB Groupe produit et édite les coffrets DVD[23],[24]. La sortie de ces DVD s'est effectuée en volume simple (24 épisodes sortis) dans un premier temps :

1. Le Vol.01 avec 4 épisodes est sorti le 19 janvier 2011[25] ;
2. Le Vol.02 avec 4 épisodes est sorti le 19 janvier 2011[26] ;
3. Le Vol.03 avec 4 épisodes est sorti le 19 janvier 2011[27] ;
4. Le Vol.04 avec 4 épisodes est sorti le 20 avril 2011[28] ;
5. Le Vol.05 avec 4 épisodes est sorti le 20 avril 2011[29] ;
6. Le Vol.06 avec 4 épisodes est sorti le 20 avril 2011[30].

- Puis, l'anime est sorti en 2 coffrets DVD collectors :

1. Le premier de 24 épisodes (1 à 24) est sorti le 10 octobre 2011[31].
2. Le deuxième de 26 épisodes (25 à 50) est sorti le 16 février 2012[32].

### Musique
- Les titres d'ouvertures sont "Finally par Sowelu ", "Lion de Tamaki Koji", et pour les 10 derniers épisodes "Battlefield of love de Izawaa Asami"
- L'une des musiques utilisées pour certains épisodes est Kanashimi no Angel.
- Durant la diffusion au Japon de l'anime, 3 albums sont sortis.
- L'anime a aussi eu des produits divers comme des cartes téléphoniques, des montres, des posters, des T-shirts, des tapis de souris, etc.